# キスキス,バンバン
『キスキス,バンバン』（原題：Kiss Kiss Bang Bang）は、2005年にアメリカ合衆国で公開されたクライムコメディ映画。シェーン・ブラックの初監督作品。出演はロバート・ダウニー・Jr、ヴァル・キルマー、ミシェル・モナハン、コービン・バーンセン。ブレット・ハリデイの小説『Bodies Are Where You Find Them』を原作にしている。日本ではソフトが発売された際に『キスキス,バンバン -L.A.的殺人事件』というサブタイトルが追加された。

## ストーリー
ニューヨークで活動する泥棒のハリーは、ある日逃走中の成り行きからハリウッド映画のオーディションに合格してしまう。探偵役を得た彼は役作りのために、ロサンゼルスで本物の探偵であるペリーと行動を共にすることになる。だが、ペリーは「ゲイ」という通称どおりの同性愛者であった。しかも、そんな二人の前にハリーの幼馴染で、女優を夢見ているハーモニーが現れる。そして三人は奇妙な事件に巻き込まれていく。

## キャスト
※括弧内は日本語吹替
- ハリー・ロックハート - ロバート・ダウニー・Jr（郷田ほづみ）
- "ゲイ"・ペリー・ヴァン・シュライク - ヴァル・キルマー（落合弘治）
- ハーモニー・ファイス・レイン - ミシェル・モナハン（沢海陽子）
- ハーラン・デクスター - コービン・バーンセン（菅生隆之）
- ミスター・フライパン - ダッシュ・ミホク（滝知史）
- ダブニー・ショー - ラリー・ミラー
- ミスター・ファイア - ロックモンド・ダンバー（山野井仁）
- ピンクの髪の女 - シャニン・ソサモン
- フリッカ - アンジェラ・リンドヴァル
- 9歳のハリー - インディオ・ファルコナー・ダウニー[脚注 1]
- 7歳のハーモニー - アリエル・ウィンター
- ジェネロスビールのCMのクマの声 - ローレンス・フィッシュバーン[脚注 2]

## スタッフ
- 監督・脚本：シェーン・ブラック
- 製作：ジョエル・シルバー
- 製作総指揮：スーザン・レヴィン、スティーヴ・リチャーズ
- 原作：ブレット・ハリデイ（英語版）
- 撮影：マイケル・バレット
- 音楽：ジョン・オットマン
- 編集：ジム・ペイジ